# بخش خدمات اقتصاد هندوستان

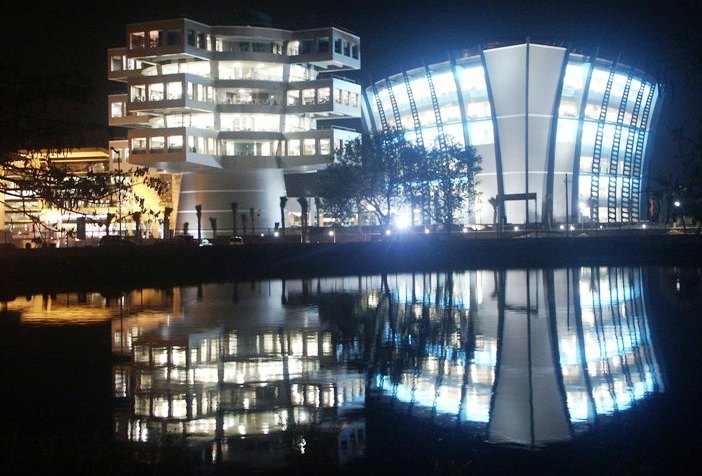
مقر شرکت خدماتی i-flex هندوستان

بخش خدمات اقتصاد هند از بخشهای فعال در سطح اقتصاد هندوستان می‌باشد.
این بخش که ۲۳٪ از اشتغال نیروی کار را تأمین می‌کند، هنوز دارای بالاترین میزان رشد است، نرخ رشد این بخش در سالهای ۱۹۹۱ تا ۲۰۰۰معادل ۵/۷ درصد بود که بیش از رشد ۵/۴ درصدی در سالهای ۱۹۵۱ تا ۱۹۸۰ بود. سهم این بخش در تولیدات خالص داخلی در سال ۲۰۰۵ معادل ۸/۵۳ درصد بود، این در حالیاست که این رقم در سال ۱۹۵۰ کمتر از ۱۵ درصد بود. سهم بخش خدمات در سال ۲۰۰۵ در تولیدات خالص داخلی نسبت به سایر بخش‌ها بیشتر بود.
خدمات تجاری (فناوری اطلاعات، خدمات توانمندی فناوری اطلاعات و خدمات تجارت خارجی) از جمله بخش‌هایی بودند که بالاترین میزان رشد را داشتند و بیش از یک سوم کل بازده خدماتی سال ۲۰۰۰ را تشکیل دادند. رشد بخش فناوری اطلاعات به افزایش تخصص گرایی، فراهمی نیروی کار ارزانقیمت ولی ماهر، تحصیلکرده و آشنا به زبان انگلیسی در بخش عرضه و در بخش تقاضا افزایش تقاضای مشتریان خارجی برای استفاده از خدمات صادراتی هند و افزایش تمایل به خرید کالا از منابع خارج از کشور نسبت داده شده‌است. صنایع فناوری اطلاعات هند جدا از نقش مهمش در تراز پرداخت‌ها تنها یک درصد از تولیدات خالص داخلی معادل یک پنجاهم کل بخش خدمات را تشکیل می‌دهد. زیرساخت عالی در بخش خدمات و هزینه‌های ارتباطی پایین هند را به مهره‌ای برجسته در این بخش تبدیل کرده‌است.

## جستارهای دیگر
- اقتصاد هندوستان